# Islamiska revolutionsgardet

Islamiska revolutionsgardet (persiska: سپاه پاسداران انقلاب اسلامی Sepāh-e Pāsdārān-e Enghelāb-e Islāmi, ordagrann översättning: Den islamska revolutionens väktares armé) är en iransk militärorganisation. Gardet grundades den 5 maj 1979 av ayatolla Ruhollah Khomeini och utvecklades till en viktig aktör under Iran–Irak-kriget 1980–1988.
Revolutionsgardet är betecknat som terroristorganisation av Bahrain, Saudiarabien och USA. Den 11 maj, 2023 beslutade Sveriges riksdag att man inom ramen för EU-samarbetet skulle verka för att IRGC skulle terrorlistas. Beslutet var enhälligt, men var resultatet till följd av en motion från bland annat riksdagsledamoten Markus Wiechel (SD).

## Uppdrag

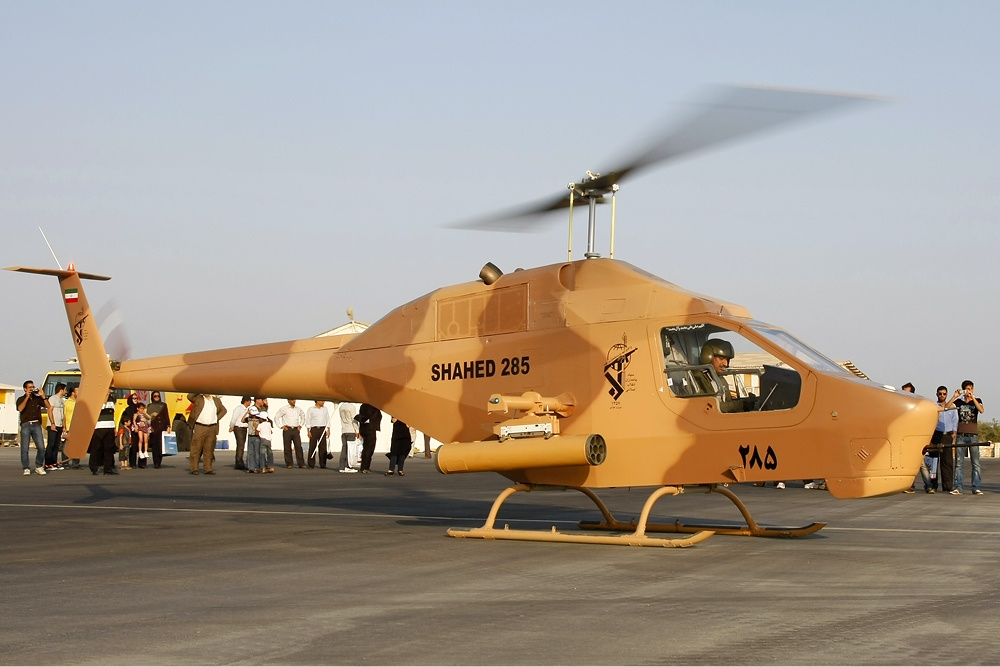
Helikopter tillhörig Islamiska revolutionsgardet.

Stridsbåtar tillhöriga revolutionsgardet vid en förevisningsövning.

Revolutionsgardet är i första hand en säkerhetsapparat. Det ansvarar för inrikestrupper, gränstrupper och gendarmeri, men kontrollerar även landets robotstridskrafter. Som försvarsgren är gardet inriktat på asymmetrisk krigföring till skillnad från den iranska krigsmaktens mera traditionella roller.

## Organisation
Revolutionsgardet är konstitutionellt en fjärde försvarsgren. Det består av mark-, sjö- och flygstridskrafter och en underrättelsetjänst. Gardet har också ledningsansvar för Basijmilisen och ett särskilt ansvar för skydd av landets kärnkraftsanläggningar.

## Styrka
Gardet bestod 2005 av 100 000 landbaserade trupper och 20 000 baserade till havs. Det leds av generalmajor Mohammad Ali Jafari.

## Samhällsroll
Abadgaran anses av många politiska observatörer vara revolutionsgardets politiska gren. Förre presidenten Ahmadinejad tillhörde gardet innan han blev medlem av Abadgaran, det parti som förde honom till makten. Revolutionsgardet spelar också en betydelsefull roll i Irans ekonomi. Analytiker menar att gardet kontrollerar mellan 1/10 och 1/3 av landets ekonomi genom helägda bolag och stiftelser. 

## Syriska inbördeskriget
Revolutionsgardet har intervenerat i det syriska inbördeskriget där det strider tillsammans med trupper från Assadvänliga palestinska grupper och Hizbollah. Officerarna är iranier medan revolutionsgardisterna i huvudsak är shiitiska afghanska och pakistanska flyktingar i Iran, med tidigare stridserfarenhet. Under oktober 2015 stupade 30 av revolutionsgardets officerare i Syrien; bland dem tre generaler och flera bataljonschefer.